# Lola Radivojević
Lola Radivojević (Niš, 1º gennaio 2005) è una tennista serba.

## Carriera
Lola Radivojević ha vinto 7 titoli in singolare e 2 titoli in doppio nel circuito ITF. Ha ottenuto il suo best ranking nel circuito WTA singolare il 28 ottobre 2024 alla posizione numero 174, mentre il 27 gennaio 2025 nel circuito di doppio, classificandosi alla posizione numero 365.
Lola fa il suo debutto in un torneo WTA durante il Serbia Open 2021, dove diceve una wild-card per accedere al tabellone principale. Inizialmente prevista una sfida al primo turno contro la prima testa di serie del tabellone, la russa Anastasija Pavljučenkova, si trova opposta alla bulgara Viktorija Tomova, entrata in tabellone come lucky loser in seguito al ritiro della Pavljučenkova. La Radivojević viene però sconfitta dalla Tomova in due set. Prende parte anche al tabellone di doppio, dove entra sempre grazie ad una wild-card insieme alla connazionale Ivana Jorović. Al primo turno affrontano la coppia composta dalla slovena Dalila Jakupovič e dalla russa Jana Sizikova, uscendo sconfitte conquistando appena un game.

## Statistiche ITF

### Singolare

#### Vittorie (7)
| Torneo $100.000 (0) |
| Torneo $80.000 (0)  |
| Torneo $60.000 (2)  |
| Torneo $40.000 (0)  |
| Torneo $25.000 (2)  |
| Torneo $15.000 (3)  |

| N. | Data              | Torneo                                         | Superficie  | Avversaria in finale | Punteggio   |
| 1. | 22 maggio 2022    | Lyttos Beach Women's Tennis, Heraklion         | Terra rossa | Martha Matoula       | 6-3, 6-3    |
| 2. | 29 maggio 2022    | Lyttos Beach Women's Tennis, Heraklion         | Terra rossa | Dimitra Pavlou       | 6-0, 6-2    |
| 3. | 3 luglio 2022     | Proal Open, Prokuplje                          | Terra rossa | Luisa Meyer          | 6-2, 6-3    |
| 4. | 29 gennaio 2023   | Magic Tours, Monastir                          | Cemento     | Sakura Hosogi        | 6-1, 7-5    |
| 5. | 26 maggio 2024    | Kursumlijska Banja Women's, Kuršumlijska Banja | Terra rossa | Sara Cakarevic       | 6-3, 6-4    |
| 6. | 18 agosto 2024    | Serbian Tennis Tour, Kuršumlijska Banja        | Terra rossa | Barbora Palicová     | 6-4, 6-2    |
| 7. | 28 settembre 2024 | Serbian Tennis Tour, Kuršumlijska Banja        | Terra rossa | Raluca Șerban        | 6-2, 7-6(7) |

#### Sconfitte (5)
| Torneo $100.000 (0) |
| Torneo $80.000 (0)  |
| Torneo $60.000 (2)  |
| Torneo $40.000 (1)  |
| Torneo $25.000 (2)  |
| Torneo $15.000 (0)  |

| N. | Data              | Torneo                                         | Superficie  | Avversaria in finale | Punteggio   |
| 1. | 16 luglio 2023    | Amstelveen Women's Open, Amstelveen            | Terra rossa | Kaia Kanepi          | 2-6, 6(5)-7 |
| 2. | 23 luglio 2023    | Tennis International Darmstadt, Darmstadt      | Terra rossa | Tena Lukas           | 3-6, 4-6    |
| 3. | 18 maggio 2024    | Zagreb Ladies Open, Zagabria                   | Terra rossa | Tara Würth           | 5-7, 3-6    |
| 4. | 25 agosto 2024    | Vrnjačka Banja Open, Vrnjačka Banja            | Terra rossa | Carson Branstine     | 6(5)-7, 4-6 |
| 5. | 1º settembre 2024 | TeReMeer Open Ladies NRW Grand Prix, Meerbusch | Terra rossa | Sinja Kraus          | 4-6, 3-6    |

### Doppio

#### Vittorie (2)
| Torneo $100.000 (0) |
| Torneo $80.000 (0)  |
| Torneo $60.000 (1)  |
| Torneo $40.000 (0)  |
| Torneo $25.000 (0)  |
| Torneo $15.000 (1)  |

| N. | Data           | Torneo                                  | Superficie  | Compagna       | Avversarie in finale                       | Punteggio        |
| 1. | 21 maggio 2022 | Lyttos Beach Women's Tennis, Heraklion  | Terra rossa | Michaela Laki  | Gabriella Da Silva-Fick Stéphanie Visscher | 6-1, 4-6, [10-8] |
| 2. | 17 agosto 2024 | Serbian Tennis Tour, Kuršumlijska Banja | Terra rossa | Petra Marčinko | Živa Falkner Tara Würth                    | 7-6(5), 6-4      |

#### Sconfitte (1)
| Torneo $100.000 (0) |
| Torneo $80.000 (0)  |
| Torneo $60.000 (0)  |
| Torneo $40.000 (0)  |
| Torneo $25.000 (1)  |
| Torneo $15.000 (0)  |

| N. | Data          | Torneo                        | Superficie  | Compagna         | Avversarie in finale                 | Punteggio |
| 1. | 30 marzo 2024 | ForteVillage ITF Trophy, Pula | Terra rossa | Lucie Havlíčková | Sapfo Sakellaridi Aurora Zantedeschi | 4-6, 2-6  |